# Communauté de communes du Pays de L'Aigle
Ne doit pas être confondu avec Communauté de communes des Pays de L'Aigle.
La communauté de communes du Pays de l'Aigle est une ancienne communauté de communes française, située dans le département de l'Orne et la région Basse-Normandie.

## Histoire
La communauté de communes du Pays de L'Aigle, regroupant quinze communes, est créée par arrêté du 24 décembre 1994. Elle représente un bassin de vie de 20 000 habitants et le 4e pôle urbain du département de l'Orne.
Au 1er janvier 2013, la communauté de communes du Pays de L'Aigle fusionne avec la communauté de communes du Pays de la Marche avec intégration de la commune des Aspres. La nouvelle intercommunalité est appelée communauté de communes des Pays de L'Aigle et de la Marche,.
Elle était présidée par Jean Sellier, maire de Saint-Sulpice-sur-Risle, depuis la création.

## Composition
Elle regroupait quinze communes du département de l'Orne :
1. L'Aigle
2. Aube
3. Beaufai
4. Chandai
5. La Chapelle-Viel
6. Crulai
7. Écorcei
8. Irai
9. Rai
10. Saint-Martin-d'Écublei
11. Saint-Michel-Tubœuf
12. Saint-Ouen-sur-Iton
13. Saint-Sulpice-sur-Risle
14. Saint-Symphorien-des-Bruyères
15. Vitrai-sous-Laigle

## Administration
| Période                                  | Période       | Identité      | Étiquette | Qualité                              |
| ---------------------------------------- | ------------- | ------------- | --------- | ------------------------------------ |
| janvier 1995                             | juillet 1995  | Maurice Brard | DvD       | Maire de L'Aigle, conseiller général |
| juillet 1995                             | décembre 2012 | Jean Sellier  | MoDem     | Maire de Saint-Sulpice-sur-Risle     |
| Les données manquantes sont à compléter. |               |               |           |                                      |